# アドアニモ
株式会社アドアニモ（Ad animo inc.）は、静岡県富士市に本社を置く会社であり、トリミングサロンやペット保険代理店を行っている。代表取締役は山本直弥である

## 概要
2022年に山本直弥が設立。ペット保険を中心に保険代理店業務を展開している。
2023年には、大学教授の知見や洞察を紹介するインタビューサイト『知の先駆者』を立ち上げている。

## 沿革
- 2022年 ‐ 株式会社アドアニモを設立し、保険代理店としての事業を開始する。
- 2023年 ‐ 大学教授へのインタビューサイト「知の先駆者」を公開。
- 2023年 ‐ 静岡県損害保険代理業協会に幇助会員として登録[3]。
- 2024年 ‐ 一般社団法人Fintech協会のベンチャー会員として登録[4]。
- 2024年 ‐ Dog salon Star seaと事業統合を行った。